# Tatort: Willkommen in Hamburg
Willkommen in Hamburg ist ein Fernsehfilm aus der Krimireihe Tatort. Die vom Norddeutschen Rundfunk beauftragte Fernsehproduktion wurde am 10. März 2013 im Ersten Programm der ARD erstmals gesendet. Die Premiere fand am 7. März 2013 in Hamburg statt. Es ist der erste Fall des Ermittlerduos Nick Tschiller und Yalcin Gümer (Til Schweiger und Fahri Yardım).

## Handlung
Der Kriminalhauptkommissar Nick Tschiller, ein ehemaliger verdeckter Ermittler beim Hessischen Landeskriminalamt, zieht wegen seiner 15-jährigen Tochter nach Hamburg. Beim ersten Einsatz des ehemaligen SEK-Manns mit seinem neuen Kollegen Yalcin Gümer kommt es bei einer Wohnungsüberprüfung zu einer Schießerei, bei der Tschiller drei Menschen erschießt, die in Tatverdacht waren, minderjährige Mädchen zur Prostitution zu zwingen. Mehrere Frauen und Mädchen, darunter die 16-jährige Rumänin Tereza, können befreit werden. Gümer erleidet einen Durchschuss am rechten Bein. Am Einsatzort begegnet Tschiller seinem früheren LKA-Partner Max Brenner, den er für einen verdeckten Ermittler hält und entkommen lässt. Nachdem er erfährt, dass Brenner nicht mehr für das LKA tätig und seit zwei Jahren untergetaucht ist, ermittelt Tschiller weiter. Entgegen der Weisung seines um den „Kiezfrieden“ besorgten Vorgesetzten bringt er die wichtige Zeugin Tereza in Gümers Wohnung unter. Weil ihr ein Chip mit Sender in den Arm implantiert wurde, kann das Mädchen von den Zuhältern ausfindig gemacht werden. Da ihre 12-jährige Schwester noch in deren Gewalt ist, wird Tereza von der Bande gezwungen, ihnen Informationen über die Polizeiarbeit zu geben. Eigentlich arbeitsunfähig, arbeitet Gümer vom Krankenhaus aus mit Hilfe seines Netbooks weiter und kann Tschiller mit relevanten Informationen unterstützen. Tereza erschießt in Gümers Wohnung mit einer Polizeipistole ein Gangmitglied, das sie als Zeugin umbringen sollte. Sie schneidet sich den Chip aus dem Arm, den Tschiller dort findet. Tschiller und Gümer können mit Hilfe benachbarter Chipnummern den Aufenthaltsort weiterer Zwangsprostituierter ausfindig machen. Es gelingt ihnen, die Mädchen, darunter Terezas Schwester, zu befreien und den dem Mädchenhändlerring angehörigen Brenner festzunehmen.

## Hintergrund
Über die Höhe des Budgets gab es keine offiziellen Verlautbarungen. Vor Beginn der Dreharbeiten schrieb die Bild von Produktionskosten von bis zu 2 Millionen Euro und der bisher teuersten Tatort-Folge. Nach Fertigstellung des Films kursierte die Zahl 1,6 Millionen Euro, die das durchschnittliche Tatort-Budget von 1,3 bis 1,5 Millionen Euro ebenfalls überschreitet.
Schweigers Rollenname sollte ursprünglich Nick Tschauder sein, wurde jedoch auf Wunsch von Schweiger kurz vor Beginn der Dreharbeiten geändert.
International wird der Film unter dem Titel Nick’s Law und ohne den Tatort-Vorspann vermarktet. Von der Fernsehprogramm-Messe MIPTV 2013 in Cannes meldete Studio Hamburg Distribution & Marketing Verkäufe nach Russland und in weitere GUS-Staaten.

## Rezeption

### Einschaltquoten
Die Erstausstrahlung von Willkommen in Hamburg am 10. März 2013 erreichte für Das Erste einen Marktanteil von 33,5 % und wurde in Deutschland von 12,57 Millionen Zuschauern gesehen. Dies war die höchste Zuschauerzahl einer Tatort-Folge seit knapp 20 Jahren. Allerdings wurde der Rekord schon zwei Wochen später in Summ, Summ, Summ vom Münsteraner Team Thiel und Boerne überboten.
Hinzu kamen über 1,2 Millionen Abrufe der Folge über die ARD Mediathek, womit Willkommen in Hamburg den Rekord der Folge Wegwerfmädchen einstellte. Über das Video-Portal war die Folge nach der Fernseh-Ausstrahlung sieben Tage lang zu sehen, wobei die Abrufe aufgrund des Jugendschutzes allerdings auf die Nachtstunden zwischen 20 und 6 Uhr beschränkt waren.

### Kritiken
Carolin Gasteiger bezieht ihre Kritik für die Süddeutsche Zeitung auf die auffallende Besetzungsliste „mit alten Bekannten Schweigers“ und dort insbesondere auf die von Til Schweigers Tochter Luna Schweiger als Tochter auch im Film, was Gasteiger als glatte Fehlbesetzung sieht:

„Leider merkt man von Lunas schauspielerischem Talent in der ersten Folge nur wenig. Der unaufgeregte Gesichtsausdruck der 16-Jährigen ändert sich kaum und den Mund kriegt sie beim Sprechen auch kaum auf. So nuscheln Vater und Tochter in ‚Willkommen in Hamburg‘ gemeinsam vor sich hin.“